# Caisse régionale d'assurance vieillesse d'Alsace-Moselle
La Caisse régionale d'assurance vieillesse d'Alsace-Moselle remplissait jusqu'au 1er avril 2012 (date de sa fusion avec la Caisse Régionale d'Assurance Maladie) le rôle et la fonction d'une Caisse d'assurance retraite et de la santé au travail (CARSAT) pour le risque vieillesse de la Sécurité sociale et ce sur le territoire d'Alsace-Moselle.
Son statut particulier découlait directement de l'histoire allemande d'Alsace Moselle. En effet, la législation sociale allemande impériale était beaucoup plus évoluée qu'en France. Bismarck, commençant en 1883, est le créateur des institutions de retraites ouvrières, paysannes et des employés qui versaient déjà des retraites par répartition.
Lors de la réintégration de l'Alsace-Moselle à la France, il a été décidé de maintenir la législation existante (droit local) et de créer de la Landesversicherungsanstalt Elsass-Lothringen (fondée en 1890; Établissement public d'assurance régional d'Alsace-Lorraine) une caisse sociale spécialement à cet effet : la CRAV.
Sous sa dénomination actuelle de Carsat Alsace-Moselle, elle s'occupe aujourd'hui d'informer et de calculer les retraites des salariés cotisant au régime local d'assurance maladie et des salariés habitant en Alsace et en Moselle (plus de 700.000 pensionnés au 01/01/2016).
La Carsat couvre une population potentielle de 2,8 millions d'habitants. Ses effectifs sont de 1000 employés au statut privé. Elle a son siège social à Strasbourg.